# خوسيه لويس مونويرا مونتيرو
خوسيه لويس مونويرا مونتيرو (بالإسبانية: José Luis Munuera Montero)‏ (ولد في 19 مايو 1983) هو حكم كرة قدم إسباني يدير مياريات الدوري الإسباني. وهو حكم دولي لدى الاتحاد الدولي لكرة القدم (فيفا) منذ 2019، وأحد حكام التصنيف الثاني لدى الاتحاد الأوروبي لكرة القدم.

## المسيرة التحكيمية
بدأ مونويرا مونتيرو مسيرته في الدوري الإسباني الدرجة الثانية ب في 2010، والدوري الإسباني الدرجة الثانية في 2013، والدوري الإسباني في 2016. أدار أول مباراة له في الدوري الإسباني في 22 أغسطس 2016 بين سيلتا فيغو وليغانيس. في 2019، تم اختياره ضمن قائمة الحكام الدوليين للفيفا. أدار أول مباراة له في مسابقات الأندية الأوروبية في 1 أغسطس 2019، وكانت بين نادي فيتورول كونستانتا الروماني ونادي خنت البلجيكي في الجولة الثانية من تصفيات الدوري الأوروبي 2019–20. كانت أول مباراة دولية يديرها في 7 أكتوبر 2020 بين أندورا والرأس الأخضر.
كجزء من برنامج تبادل الحكام بين اليويفا والكونميبول، تم اختيار مونويرا مونتيرو في 21 أبريل 2021 حكم فيديو مساعد في كوبا أمريكا 2021 في الأرجنتين وكولومبيا. وبمشاكرته إلى جانب 4 حكام آخرين من مواطنيه في البطولة، كانت هذه هي المرة الأولى التي يتم فيها اختيار فريق من الحكام الأوروبيين للتحكيم في كوبا أمريكا.

## الحياة الشخصية
ولد مونويرا مونتيرو في جيان، ويمتلك عدة مطاعم في قرطبة.